# Neuwiedia
Neuwiedia is een geslacht van primitieve orchideeën uit Zuidoost-Azië.
Het zijn terrestrische orchideeën die voornamelijk in het regenwoud voorkomen.

## Naamgeving en etymologie
Het geslacht is vernoemd naar prins Maximilian zu Wied-Neuwied (1782-1867).

## Kenmerken
Neuwiedia-soorten zijn struise, behaarde, kruidachtige planten zonder rizoom, met lange, diepgenerfde en in de lengte geplooide bladeren. De bloeiwijze is een onvertakte, rechtopstaande aar met meestal witte of gele knikkende bloemen.
De bloem heeft drie fertiele, abaxiale (van de as van het gynostemium afgekeerde) meeldraden, waardoor ze tot de primitieve orchideeën worden gerekend. De 'modernere' orchideeën hebben nog slechts één fertiele meeldraad.

## Habitat
Neuwiedia-soorten zijn vooral te vinden in vochtige en schaduwrijke bossen, vooral in regenwouden.

## Voorkomen
Neuwiedia komt voor in Zuidoost-Azië, Nieuw-Guinea en het zuidwesten van de Stille Oceaan.

## Taxonomie
Neuwiedia wordt samen met zustergeslacht Apostasia ondergebracht in de onderfamilie Apostasioideae. Wegens hun primitieve kenmerken werden ze in het verleden soms niet als 'echte' orchideeën beschouwd. Recent DNA-onderzoek heeft echter uitgewezen dat beide geslachten een monofyletisch taxon vormen, nauw gerelateerd aan de andere orchideeën.
Het geslacht telt negen soorten. De typesoort is Neuwiedia veratrifolia.
- Neuwiedia annamensis Gagnep. (1933)
- Neuwiedia balansae Baill. ex Gagnep. (1933)
- Neuwiedia borneensis de Vogel (1969)
- Neuwiedia elongata de Vogel (1969)
- Neuwiedia griffithii Rchb.f. (1874)
- Neuwiedia inae de Vogel (1969)
- Neuwiedia siamensis de Vogel (1969)
- Neuwiedia veratrifolia Blume (1834)
- Neuwiedia zollingeri Rchb.f. (1857)
  - Neuwiedia zollingeri var. javanica (J.J.Sm.) de Vogel (1969)
  - Neuwiedia zollingeri var. singapureana (Wall. ex Baker) de Vogel (1969)
  - Neuwiedia zollingeri var. zollingeri